# Garbowo (województwo lubuskie)
Garbowo (dawniej Nowe Obory) – osada popegeerowska w Polsce położona w województwie lubuskim, w powiecie krośnieńskim, w gminie Bytnica.
W latach 1975–1998 miejscowość administracyjnie należała do województwa zielonogórskiego.
Miejscowość była bazą hodowlaną PGR, znajdowały się tam 2 budynki mieszkalne i dwa duże gospodarskie. Obecnie (2017 rok) w tym miejscu znajdują się ruiny zarośnięte krzakami.
W roku 1844 dokument niemiecki "Topografischen Übersicht des Reg.Bez. Frankfurt/Oder" wymienia folwark należący do starej Bytnicy o nazwie Neustall, w którym znajdowały się 3 budynki mieszkalne i 24 mieszkańców.